# Zbudza
Zbudza est un village de Slovaquie situé dans la région de Košice.

## Histoire
Première mention écrite du village en 1235.

## Démographie

### Évolution de la population
| Année:               | 1994. | 2004.   | 2014.   | 2024.   |
| -------------------- | ----- | ------- | ------- | ------- |
| Nombre de personnes: | 553   | 537     | 542     | 521     |
| Différence:          |       | -2,89 % | +0,93 % | -3,87 % |

| Année:               | 2023. | 2024.   |
| -------------------- | ----- | ------- |
| Nombre de personnes: | 519   | 521     |
| Différence:          |       | +0,38 % |

## Politique
| Nom                 | Parti politique | Date de l'élection | Fin du mandat |
| ------------------- | --------------- | ------------------ | ------------- |
| Jaroslav Dzurjovčin | KDH             | 02.12.2006         | Déc. 2010     |